# تپه سفید کن ۲
تپه سفید کن ۲ مربوط به عصر مس است و در شهرستان بروجرد، بخش مرکزی، دهستان شیروان، ۱۲۰۰ متری جنوب روستای قلعه نوشوکتی واقع شده و این اثر در تاریخ ۲۸ اسفند ۱۳۸۵ با شمارهٔ ثبت ۱۸۳۴۰ به‌عنوان یکی از آثار ملی ایران به ثبت رسیده است.